# 大崎上島町議会
大崎上島町議会（おおさきかみしまちょうぎかい）は、広島県大崎上島町に設置されている地方議会である。大崎上島町議選は2025年3月23日投開票され、新議員10人（現職7人、元職1人、新人2人 / 40代2人、50代3人、60代1人、70代4人）が当選した。

## 概要
- 定数：10人[2]
- 任期：2025年4月1日 - 2029年3月31日[2]
- 議長：閑田大祐（無所属）（2025年4月7日 - ）[3]
- 副議長：水橋直行（無所属）（2025年4月7日 - ）

## 会派
2025年4月14日現在
- 無所属（10人）

## 委員会
- 常任委員会
  - 総務福祉文教常任委員会（5人）
  - 産業建設常任委員会（5人）
- 議会運営委員会（4人）

## 議員報酬と諸手当
- 月額[4]
  - 議長：月額 313,000円
  - 副議長：月額 259,000円
  - 議員：月額 240,000円
- 期末手当：6月1日及び12月1日（基準日）[5]

## 議会だより
- おおさきかみじま議会だより（年4回発行）[6]

## 議員定数
| 投開票日      | 定数 | 立候補者 |
| ------------- | ---- | -------- |
| 2009年3月22日 | 14   | 17       |
| 2013年3月24日 | 12   | 14       |
| 2017年3月26日 | 12   | 13       |
| 2021年3月21日 | 10   | 13       |
| 2025年3月23日 | 10   | 12       |

## 歴代議長
- 信谷俊樹（ - 2021年4月9日）
- 尾尻康二（2021年4月9日 - 2022年3月4日）
- 信谷俊樹（2022年3月4日 - ）
- 閑田大祐（2025年4月7日 - ）

## 沿革
- 2003年 - 大崎町・木江町・東野町の3町が対等合併して大崎上島町が成立した。大崎上島町議会、発足。
- 2022年12月7日 - 町議会は、大崎上島の明石港と大崎下島の小長港を結ぶフェリー航路の廃止予定などを受け、町内の公共交通問題を議論する調査特別委員会を設置した[7]。